# 阿諾·布朗
阿諾·布朗（Arnold Brown，1913年12月13日—2002年6月26日）是第11任救世軍大將（1977－1981）。
他出生於英國倫敦，且其雙親都是救世軍的軍官。當他還是一個小孩的時候，他的父母親就帶著他一起遷移到加拿大了。他也就是從那時候開始，在安大略省的部隊開始服事，並於1935年被任命為救世軍軍官。
| 前任： 克勞倫斯·懷斯曼 | 救世軍大將 1977–1981 | 繼任： 雅爾·華斯卓姆 |